# Stor sandlilja
Stor sandlilja (Anthericum liliago) är en art i familjen agaveväxter. Den förekommer i stora delar av Europa, österut till Turkiet. I Sverige finns arten i Skåne, Blekinge, Öland och Östergötland. Den föredrar varma växtplatser och växer på torr sandig mark. Odlas ibland som trädgårdsväxt.
Flerårig ört med krypande jordstam, till 70 cm. Blad smalt linjära, gräslika i rosett fran basen. Blommorna sitter i en gles, vanligen ogrenad klase på korta skaft. Stödbladen saknar hinnkant. De bli ca 4 cm i diameter, är stärnlika och rent vita.
Frukten är en äggrund kapsel.
Liknar liten sandlilja (A. ramosum) som dock har grening blomställning, mindre blommor och rund fruktkapsel. Arterna bildar hybrider.
Artepitetet liliago betyder liljebärande. 
Varieteter:
- var. liliago
- var. multiflorum förekommer i Alsace och Vosges.
- var. sphaerocarpum - förekommer i Alperna och Pyrenéerna

## Synonymer
var. liliago
- Anthericum amoenum Salisbury, 1796 nom. illeg.
- Anthericum liliago f. macrocarpum (Boros) Soó, 1971
- Anthericum liliago subsp. australe (Wk.) Malagarriga, 1973
- Anthericum liliago subsp. macrocarpum Boros
- Anthericum liliago var. australe Wk.
- Liliago boetica C.Presl, 1845
- Liliago vulgaris C.Presl, 1845
- Ornithogalum gramineum Lam., 1779 nom. illeg.
- Phalangium acuminatum Dulac, 1867 nom. illeg.
- Phalangium liliago (L.) Schreb., 1771
- Phalangites liliago (L.) Bubani, 1902

var. multiflorum Küpfer, 1974
var. sphaerocarpum Küpfer, 1974